# Bầu cử tổng thống Syria 2021
Bầu cử tổng thống Syria 2021 (tiếng Ả Rập: الانتخابات الرئاسية السورية 2021) được tổ chức vào ngày 26 tháng 5 năm 2021 tại Syria. Đây là cuộc bầu cử tổng thống lần thứ hai kể từ khi Đảng Ba'ath cầm quyền vào năm 1963 và đất nước xảy ra nội chiến vào năm 2011. Tổng thống Bashar al-Assad giành tuyệt đối với tỷ lệ 95,19% phiếu bầu, hai ứng cử viên còn lại là Abdallah Saloum Abdallah và Mahmoud Ahmed Marei lần lượt giành 1,5% và 3,31% phiếu bầu. Với kết quả trên, Bashar al-Assad tái đắc cử nhiệm kỳ tổng thống lần thứ tư.
Tuy nhiên, cuộc bầu cử trên nhận được sự chỉ trích từ phương Tây và phe đối lập. Hoa Kỳ, Anh, Pháp, Đức và Ý cáo buộc bầu cử thiếu tự do, công bằng và dân chủ, đồng thời không công nhận kết quả bầu cử; trong khi phe đối lập coi cuộc bầu cử mang tính chất trò hề.

## Kết quả
| Ứng cử viên                  | Ứng cử viên                  | Đảng                         | Phiếu bầu  | %      |
| ---------------------------- | ---------------------------- | ---------------------------- | ---------- | ------ |
|                              | Bashar al-Assad              | Đảng Ba'ath                  | 13.540.860 | 95.19  |
|                              | Mahmoud Ahmad Marei          | DASU                         | 470.276    | 3.31   |
|                              | Abdullah Sallum Abdullah     | Socialist Unionist Party     | 213.968    | 1.50   |
| Tổng cộng                    | Tổng cộng                    | Tổng cộng                    | 14.225.104 | 100.00 |
|                              |                              |                              |            |        |
| Phiếu bầu hợp lệ             | Phiếu bầu hợp lệ             | Phiếu bầu hợp lệ             | 14.225.104 | 99.90  |
| Phiếu bầu không hợp lệ/trống | Phiếu bầu không hợp lệ/trống | Phiếu bầu không hợp lệ/trống | 14.036     | 0.10   |
| Tổng cộng phiếu bầu          | Tổng cộng phiếu bầu          | Tổng cộng phiếu bầu          | 14.239.140 | 100.00 |
| Cử tri phiếu bầu đã đăng ký  | Cử tri phiếu bầu đã đăng ký  | Cử tri phiếu bầu đã đăng ký  | 18.107.109 | 78.64  |
| Nguồn: SANA                  |                              |                              |            |        |